# ديفيد ودلي باكارد
ديفيد ودلي باكارد (بالإنجليزية: David Woodley Packard)‏ هو عالم لغوي كلاسيكي أمريكي، ولد في 1940.